# Општина Галанешти (Сучава)
Галанешти (рум. Gălăneşti) општина је у Румунији у округу Сучава.
Oпштина се налази на надморској висини од 395 m.